# 和鄂尔勒克
和鄂尔勒克（？—1643年），17世纪是卫拉特蒙古（厄鲁特）土尔扈特部首领，珠勒札斡鄂尔勒克之子。他是卡爾梅克汗國首任太师。
他在额什尔努拉一带游牧。当时，沙皇俄国向中亚地区扩张。和鄂尔勒克在1607年到1609年，多次击败俄国人的入侵。1609年，拒绝俄罗斯使节戈鲁平要求他效忠俄国的要求。之后，准噶尔部首领巴图尔珲台吉在天山北路扩张势力，想一统四厄鲁特。1625年，准噶尔楚琥尔乌巴什和弟弟拜巴吉什争夺秦台吉遗产，同族台吉墨尔根特木纳支持楚琥尔乌巴什，杜尔伯特首领达赖台什不满，卫拉特蒙古爆发全面内战。和鄂尔勒克于1628年被迫西迁，越过哈萨克草原，迁移到伏尔加河流域。在1630年在中亚建牙。1637年，派兵参与固始汗征伐青海，击灭喀尔喀却图汗（绰克图台吉），进军喀木和西藏。1640年，和鄂尔勒克和儿子书库尔岱青返回天山北路与蒙古四十四部（包括外喀尔喀和四卫拉特）领主会盟，参加制定《喀尔喀·卫拉特法典》。1643年，和鄂尔勒克迁徙到阿斯特拉罕附近，联合当地诺盖人抗击俄罗斯。他与俄国人作战时，重炮身亡。另一说法是与诺盖人作战中死亡。